# 성광

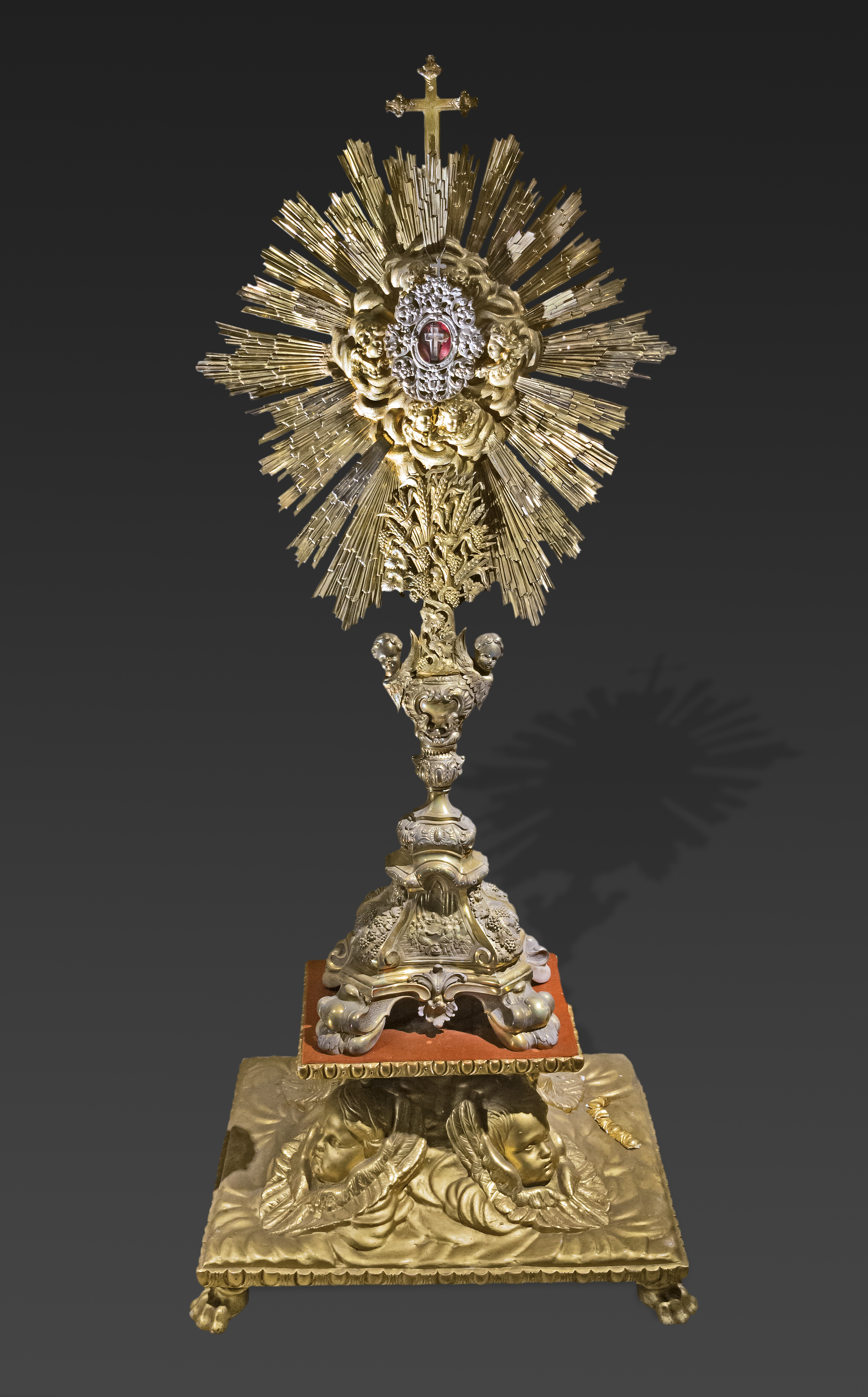
전통적인 ‘태양’ 형태의 성광.

성광(聖光, 라틴어: Ostensorium)은 로마 가톨릭교회, 구 가톨릭교회, 성공회 등의 기독교에서 성시간, 성체 강복, 성체 거동 때 성체 현시에 사용되는 전례 용구이다. 성체에 관련된 신심과 전례행위들이 생기면서 일반 사람들에게 성체를 보여주기 위한 목적으로 중세 시대에 만들어졌으며, 성체 대신에 성인의 유해나 유골을 넣는 경우도 있었다. 오늘날에는 대체로 성체를 담는 용기로 쓰이는데 그 사용이 제한되어 있다. 성광의 라틴어 명칭 ‘Ostensorium’은 ‘Ostendere(보이다, 보여 주다)’에서 파생된 말이다.

## 개요
가톨릭교회의 가르침에 따르면, 미사성제 시 성찬 축성 때에 예물로 봉헌된 빵과 포도주가 그리스도의 몸과 피로 변화된다고 한다. 가톨릭교회에서는 빵과 포도주가 단순히 영적인 의미로 변화되는 것이 아니라, 실제로 그리스도의 몸과 피로 실체변화를 한다고 가르친다. 비록 외관상으로는 빵과 포도주의 형상으로 그대로 유지하고 있기는 하지만, 분명히 이는 그리스도의 몸과 피다. 가톨릭교회에서 이를 실제적 현존이라고 칭한다.
따라서 모든 가톨릭 성당에서는 성체를 모셔두고 있으며, 성체는 사람들의 종교적 신심의 중심적 역할을 수행한다. 가령 성체 조배와 같이, 미사 시간이 아닌 시간에 신자들이 개인적으로 성당에 와서 감실 또는 제대 위에 놓인 성광 안에 있는 성체 앞에 무릎을 꿇고 성체에 현존하는 그리스도에게 흠숭을 바치며 기도하는 시간을 마련하고 있다.

## 쓰임새

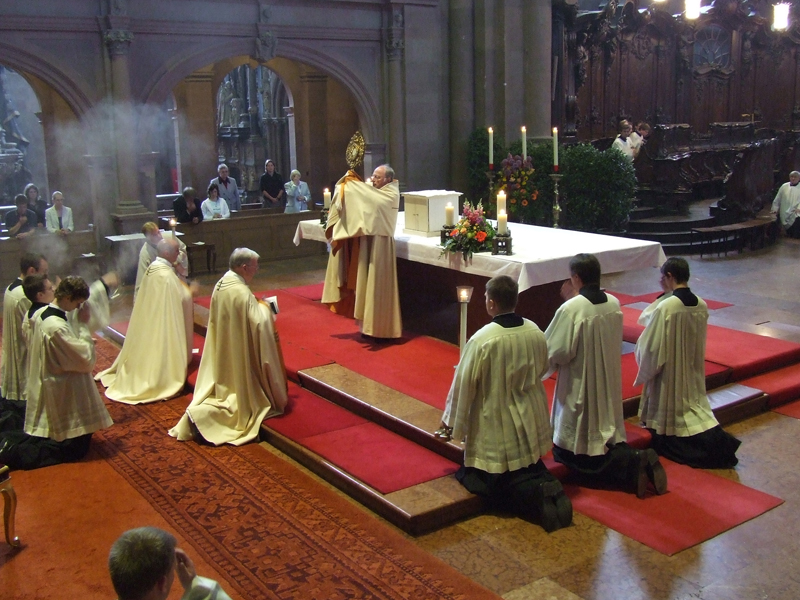
가톨릭교회의 성체 강복 예절

성찬례에 참여하여 성체를 받아 모시는 성체 성사는 가톨릭 신자로서 가지는 특권이다. 이러한 성체 성사 외에도 그리스도의 참된 현존을 더욱 강하게 느끼도록 도와주는 여러 가지 부가적인 흠숭 행위들이 있는데, 성체 신심 행위도 그 가운데 하나이다. 성체를 모셔두는 의식은 교회 역사의 초기부터 생겨났다. 그런데 사람들이 자발적으로 성당에 모여 성체 안에 현존하는 그리스도 앞에서 흠숭과 기도를 바치기 시작했다. 나중에는 그리스도의 현존이 그들에게 더 큰 의미를 주었기 때문에, 사람들은 성체를 장식된 용기에 현시해 주기를 요구했다. 그리하여 성체를 모셔두기 위한 성광이 만들어졌으며, 다양한 성체 신심 행위가 생겨났다.
성시간은 성체를 현시하고 기도와 묵상을 하는 신심행위의 하나인데, 이는 그리스도가 게쎄마니 동산에서 사도들에게 “단 한 시간도 깨어 있을 수 없단 말이냐?”(마르 14,37)라고 한 말에서 비롯된 것으로, 병사들에게 잡히기 전 피땀을 흘리면서 괴로워한 그리스도를 생각하며 한 시간 동안 성체 앞에서 기도한다. 성시간은 보통 매월 첫 목요일이나 첫 금요일 저녁에 드리며 성체 강복을 겸한다. 성체 강복은 공동체가 함께 성체 조배를 하는 것으로 제대를 초와 꽃으로 아름답게 꾸미고 사제가 성체를 성광에 모시고 분향하고 성체 찬가 지존하신 성체(Tantum Ergo)와 장엄기도로써 성체에 특별한 찬미와 공경을 드리며 이 성체로 강복을 받은 예식이다. 성체 거동은 성체가 안치된 성광을 들고 행렬하는 예식으로 성체에 장엄한 찬미와 공경을 드리고 성체를 사랑하는 사람들의 마음을 드러내기 위한 예식이다.

## 디자인
성광은 굉장히 정교하게 만들어진다. 대체로 성광은 머리 꼭대기에 십자가가 있는 태양 형태로 밑에는 손으로 잡을 수 있게 손잡이가 달린 형태가 일반적이다.
중세 시대에 들어서면서 성광 사용이 널리 퍼지면서 그 형태도 다양해졌다. 고딕 성당 형태, 십자가 형태, 탑형 형태 등 많은 형태로 제작되었는데, 대체적으로 오늘날과 같이 성작처럼 받침대 위에 수직으로 세움대가 붙고 상부에 평평한 원반 수정으로 된 성합과 유해함을 부착하고 중앙 수정판 둘레에 광채 모양을 한 태양 형태의 성광이 가장 일반적이었다. 성광은 금과 은으로 도금하거나 각종 귀금속으로 많이 장식되었으며, 매우 화려한 형태를 띠었다. 통상적으로 강렬한 햇살 모양을 한 성광의 중심 부분에는 제병 크기의 작고 둥근 투명한 수정 또는 유리가 있는데, 그 수정을 통해서 성체가 보이게끔 만들었다. 수정 뒤편에는 유리와 금속 도금으로 만든 둥근 모양의 용기가 있는데, 이 용기가 성체를 제자리에 고정시키는 역할을 한다.
성광 안에 성체가 안치되어 있을 경우, 성직자는 맨손으로 성광을 건드리거나 잡지 않는다. 성체에 대한 외경심에서 사제는 성광을 옮겨 모실 때, 어깨보 끝자락을 양손에 덮고 성광 아랫부분을 잡고 감싸 들어올린다.

## 같이 보기
- 성체
- 성변화
- 성체 현시
- 성시간
- 성체 현시대
- 성체 강복